# Neoperla reticulata
Neoperla reticulata är en bäcksländeart som beskrevs av Peter Zwick 1986. Neoperla reticulata ingår i släktet Neoperla och familjen jättebäcksländor. Inga underarter finns listade i Catalogue of Life.